# Juary Soares
Juary Martinho Soares (ur. 20 lutego 1992 w Bissau) – gwinejski piłkarz grający na pozycji obrońcy w reprezentacji Gwinei Bissau; posiada również paszport portugalski.
Juary Soares karierę rozpoczął w Sportingu Bissau. Mając 17 lat przeprowadził się do Portugalii, gdzie grał w młodzieżowych zespołach oraz w rezerwach Sportingu. Występował również w innych klubach z niższych lig. Wiosną 2015 roku był graczem Benfiki Makau, z którą zdobył mistrzostwo Makau. Od początku sezonu 2016/2017 w trzecioligowym portugalskim CD Mafra.
W reprezentacji Gwinei Bissau zadebiutował 8 października 2015 w zremisowanym 1:1 meczu z Liberią. Soares został powołany na Puchar Narodów Afryki 2017. W pierwszym meczu fazy grupowej przeciwko Gabonowi strzałem głową zdobył bramkę w doliczonym do drugiej połowy czasie gry. Soares został w ten sposób strzelcem pierwszego gola w historii występów Gwinei Bissau w Pucharze Narodów Afryki. Gwinejczycy zremisowali debiutancki mecz 1:1.